# ジョヴァンニ・デ・マリニョーリ

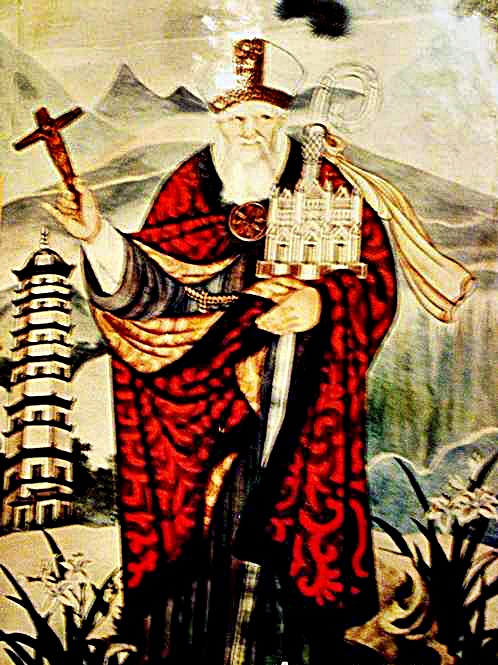
ジョヴァンニ・デ・マリニョーリ

ジョヴァンニ・デ・マリニョーリ（Giovanni de' Marignolli、1290年? - 1357年）は、イタリア出身のフランチェスコ派の修道士であり宣教師。

## 概要
ベネディクトゥス12世の使節として、大都(現 北京)に到着し(1342年)、元の順帝（トゴン・テムル）に会い4年ほど滞在し、イタリアへ帰国した後にカール4世に仕え、ベーメン年代記を編纂した。